# Местоимение в немецком языке
Местоиме́ние в неме́цком языке́ — это часть речи, слова, функция которых заключается не в назывании предмета и его существенных признаков, а в указании на этот предмет. В немецком языке местоимение стоит в ряду с существительными, прилагательными и числительными, которые оно заменяет.

## Виды местоимений

### Личные, вопросительные и притяжательные местоимения
Личные местоимения указывают на говорящее лицо или лицо, к которому обращена речь. Немецкие личные местоимения — ich, du, er, sie, es, wir, ihr, sie, Sie — способны склоняться по трём падежам. Genitiv личных местоимений входит в категорию притяжательных. Личным местоимениям соответствуют вопросительные — wer?, was?, wem?, wen?, was? Местоимение родительного падежа wessen? употребляется перед существительными, не изменяясь. В ответ употребляется соответствующее притяжательное местоимение.
| Падеж     | Вопросительные местоимения | Личные местоимения | Личные местоимения | Личные местоимения | Личные местоимения | Личные местоимения | Личные местоимения | Личные местоимения | Личные местоимения | Личные местоимения |
| Nominativ | wer? was?                  | ich                | du                 | er                 | sie                | es                 | wir                | ihr                | sie                | Sie                |
| Dativ     | wem?                       | mir                | dir                | ihm                | ihr                | ihm                | uns                | euch               | ihnen              | Ihnen              |
| Akkusativ | wen? was?                  | mich               | dich               | ihn                | sie                | es                 | uns                | euch               | sie                | Sie                |

Притяжательные местоимения служат для указания на принадлежность предмета какому-либо лицу, поэтому также имеет свои род, число и падеж в зависимости от того, перед каким существительным стоит. В некоторых случаях притяжательное местоимение не является определением к существительному: в этом случае он использует глагол-связку, становясь сказуемым в предложении.
| Падеж     | Единственное число | Единственное число | Единственное число | Множественное число |
| Nominativ | mein Mann          | meine Stadt        | mein Kind          | meine Bücher        |
| Genetiv   | meines Mannes      | meiner Stadt       | meines Kindes      | meiner Bücher       |
| Dativ     | meinem Mann        | meiner Stadt       | meinem Kind        | meinen Büchern      |
| Akkusativ | meinen Mann        | meine Stadt        | mein Kind          | meine Bücher        |

### Указательные местоимения
К указательным местоимениям немецкого языка относятся: der, die, das; dieser, diese, dieses; jener, jene, jenes; solcher, solche, solches; selbst, selber; derjenige, diejenige, dasjenige; derselbe, dieselbe, dasselbe. В предложении все указательные местоимения играют роль определения, однако, как и притяжательные местоимения, могут выступать в качестве подлежащего или дополнения, употребляясь самостоятельно.
Указательные местоимения dieser, jener, solcher, а также der, die, das склоняются как обычные определённые артикли. Они могут употребляться также для замещения существительного или личного местоимения в случаях необходимости уточнения. Местоимение solcher чаще всего сочетается с неопределённым артиклем, стоящим перед ним, или стоит краткой форме solch перед артиклем. Сложные указательные местоимения derselbe, derjenige изменяют каждую часть: первая изменяется как определённый артикль, а вторая — как прилагательное по слабому типу склонения.
| Падеж     | Единственное число | Единственное число | Единственное число | Множественное число |
| Nominativ | derselbe           | dieselbe           | dasselbe           | dieselben           |
| Genetiv   | desselben          | derselben          | desselben          | derselben           |
| Dativ     | demselben          | derselben          | demselben          | denselben           |
| Akkusativ | denselben          | dieselbe           | dasselbe           | dieselben           |

### Относительные, неопределённые и отрицательные местоимения
Относительное местоимение в немецком языке выполняет функцию союзного слова в придаточном предложении. Местоимения der, die, das склоняются как определённый артикль, прибавляя -en в Genitiv всех родов единственного и множественного числа (dessen, deren, dessen, deren) и в Dativ множественного числа (denen). Формы этих относительных местоимений в Genitiv используется для местоимений welcher, welche, welches (также относительных).
Неопределённые местоимения jemand, jedermann, etwas, einer и неопределённо-личное man играют роль подлежащих или дополнений (последнее — только подлежащее). К отрицательным относятся niemand, keiner, nichts. В современном немецком языке местоимения jemand и niemand уже не изменяются по правилу определённого артикля мужского рода, когда jedermann принимает только окончание родительного падежа. Также не склоняются nichts и etwas. Местоимения keiner, einer преобразуются по формам определённого артикля.

### Безличное местоимение es
Безличное местоимение es не изменяется и употребляется в безличных предложениях и в предложениях с Passiv-конструкцией в качестве подлежащего и как коррелат в инфинитивных конструкциях. Таким образом, оно часто встречается в предложениях типа Es regnet (dunkelt, scheint), Es ist … Uhr (Minuten, Sekunden) и оборотах Es geht (gibt), Es wird и так далее.